# دقفقافة (حديبو)

تعديل مصدري - تعديل

دقفقافة إحدى قرى مديرية حديبو التابعة لمحافظة سقطرى، بلغ تعداد سكانها 44 نسمة حسب تعداد اليمن لعام 2004.